# Kransekage

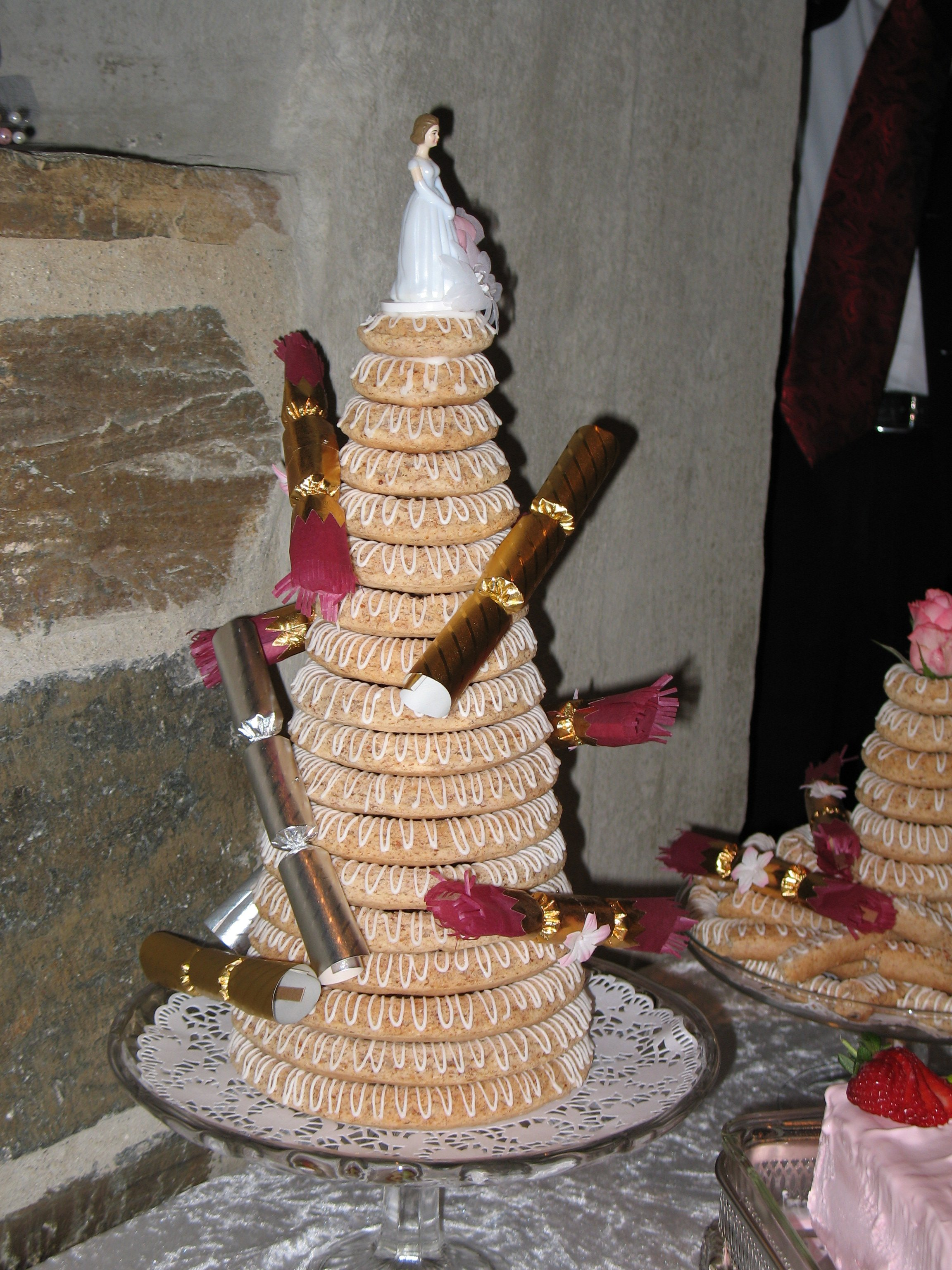
Kransekage

Kransekage (dänisch) oder Kransekake (norwegisch) ist eine Spezialität aus Dänemark und Norwegen. Der Kuchen besteht aus mehreren übereinander geschichteten Ringen aus gebackenem Marzipan, die mit einer Puderzucker-Eiweiß-Glasur im typischen Schlingenmuster verziert und zusammengesetzt werden. Der „Kranzkuchen“ (wörtliche Übersetzung) hat meist eine Kegelform, d. h. der Durchmesser der Ringe verkleinert sich bis zur Spitze kontinuierlich. Der Kuchen wird oft zusätzlich mit kleinen Nationalflaggen aus Papier dekoriert. Traditionell wird er an Silvester zu Mitternacht gegessen oder bei großen Familienfeiern, wie z. B. Hochzeiten, angeboten.
Eine Sonderform des Kransekage ist das sogenannte Füllhorn/overflødighedshorn, bei dem der Kegel nach vorne und oben gedreht wird. Das gebackene und verzierte Füllhorn kann noch mit Süßigkeiten gefüllt werden.
Auf Königin Margrethes Hochzeit 1967 gab es diesen Hochzeitskuchen.
Im dänischen und norwegischen Lebensmittelhandel gibt es auch fingerlange, gerade Stückchen (kransekagestænger) zu kaufen, die wie Kekse gegessen werden.
Der Kranzkuchen wird auch auf der deutschen Ostseeinsel Fehmarn traditionell bei Hochzeiten gegessen.